# Panamuwa I.
Panammuwa I. (auch Bar-Sur) war um die Wende des 9. zum 8. Jahrhundert v. Chr. ein aramäischer König von Samʼal. Von ihm ist eine aramäische Inschrift auf einer Statue für den Wettergott erhalten. Laut einer Inschrift seines Enkels Bar-Rakib kam er während einer Familienfehde ums Leben.